# Vita Zupančič
Vita Zupančič, slovenska učiteljica surdopedagoginja, * 21. oktober 1868, Sela pri Šmarju, † 25. januar 1950, Ljubljana. 

## Življenje in delo
Vita Zupančič (v krstni knjigi Urša), je v letih 1883–1887 obiskovala učiteljišče v Ljubljani, nato učila na osnovnih šolah v Loškem Potoku in Metliki (1890–1892). Od 1902 je bila surdopedagoginja (surdopedagog je specialni pedagog za slušno prizadete) v ljubljanski gluhonemnici. Vsa leta se je strokovno izobraževala v raznih zavodih, ustanovah in bolnišnicah za gluhoneme v takratni Avstriji. Leta 1925 je bila upokojena. Zupančičeva je bila večstransko izobražena, natančna in vestna pri pouku in vzgoji, imela je odlične pedagoške uspehe. Delovala je pri Društvu učiteljic in Slovenski šolski matici, sodelovala pri ustanovitvi Podpornega društva za gluhonemo mladino (1931–1940 blagajničarka; v letih 1935–1941 je v okviru društva deloval Sklad Vite Zupančič). Po njej se imenuje kulturno umetniško društvo gluhih (deluje v Ljubljani od 1935).
Napisala je strokovne članke Učiteljica in narodna zavest (1905), Naša gluha dekleta (40 let gluhonemnice v Ljubljani, 1940) ter več drugih člankov o delu z gluho mladino in v soavtorstvu sestavila Berilo za gluhoneme otroke 3. in 4. šolsko leto (1921).
Bila je članica Splošnega slovenskega ženskega društva.

## Vir
1. ↑   Splošno žensko društvo 1901-1945, od dobrih deklet do feministk (COBISS), str. 226